# Браян Стен Нільсен
Браян Стен Нільсен (дан. Brian Steen Nielsen; нар. 28 грудня 1968, Вайле) — колишній данський футболіст, що грав на позиції півзахисника. По завершенні ігрової кар'єри — спортивний функціонер.
Виступав, зокрема, за «Оденсе» та «Фенербахче», а також національну збірну Данії, разом з якою був учасником чемпіонату світу 2002 року, чемпіонатів Європи 1996 і 2000 років, а також переможцем Кубка Короля Фахда.

## Клубна кар'єра
Народився 28 грудня 1968 року в місті Вайле. Вихованець футбольної школи клубу «Вайле» з рідного міста. Дорослу футбольну кар'єру розпочав 1988 року в основній команді того ж клубу, в якій провів чотири сезони, взявши участь у 105 матчах чемпіонату.
Протягом 1992—1993 років захищав кольори «Оденсе», в складі якого виграв свій перший трофей — Кубок Данії. 
У 1993 році Стен Нільсен перейшов у турецький «Фенербахче». Відігравши за стамбульську команду в Суперлізі два сезони, Нільсен знову повернувся в «Оденсе». 
У 1996 році Нільсен недовго виступав за японський «Урава Ред Даймондс», після чого втретє перейшов в «Оденсе». 
У 1998 році Браян остаточно залишив клуб і в подальшому став виступати за «Академіск», з яким виграв Кубок та Суперкубок Данії.  
У 2001–2002 роках виступав за шведський «Мальме».
Завершив професійну ігрову кар'єру у клубі «Орхус», за який виступав протягом 2002—2004 років, після чого до 2014 року працював в клубі на адміністративних посадах, а 2005 року навіть недовго був виконувачем обов'язків головного тренера клубу.
У квітні 2016 року його ім'я було знайдено в Панамських документах, за якими він нібито створив компанію в Панамі з метою ухилення від датського податку.

## Виступи за збірну
14 лютого 1990 року дебютував в офіційних іграх у складі національної збірної Данії в товариському матчі проти збірної Єгипту (0:0). 
У 1995 році Нільсен у складі національної команди поїхав на Кубок Короля Фахда у Саудівській Аравії, де взяв участь у всіх трьох матчах і став його переможцем. 
У 1996 році Браян Стен був включений в заявку на участь у чемпіонаті Європи у Англії. На турнірі він взяв участь у всіх трьох зустрічах проти збірних Португалії, Туреччини та Хорватії. Він не був включений в заявку збірної на чемпіонат світу у Франції. 
13 листопада в матчі відбіркового турніру чемпіонату Європи 2000 року проти збірної Ізраїлю Нільсен забив свій перший гол за національну команду.
У 2000 році Нільсен вдруге поїхав на чемпіонат Європи, цього року у Бельгії та Нідерландах. На турнірі він був резервним гравцем, але зміг взяти участь в матчах проти збірних Чехії та Нідерландів.
У 2002 році Браян Стен взяв участь у чемпіонаті світу в Японії і Південній Кореї. На турнірі він зіграв всього 10 хвилин в матчі проти збірної Франції, замінивши в кінці поєдинку Стіга Тефтінга.
Всього протягом кар'єри у національній команді, яка тривала 13 років, провів у формі головної команди країни 66 матчів, забивши 3 голи.

## Статистика
| Чемпіонат | Чемпіонат            | Чемпіонат    | Ліга | Ліга |
| Сезон     | Клуб                 | Ліга         | Ігри | Голи |
| Данія     | Данія                | Данія        | Ліга | Ліга |
| --------- | -------------------- | ------------ | ---- | ---- |
| 1988      | «Вайле»              | 1-й дивізіон | 7    | 0    |
| 1989      | «Вайле»              | 1-й дивізіон | 26   | 0    |
| 1990      | «Вайле»              | 1-й дивізіон | 25   | 0    |
| 1991      | «Вайле»              | Суперліга    | 17   | 2    |
| 1991/92   | «Вайле»              | Суперліга    | 17   | 2    |
| 1992/93   | «Оденсе»             | Суперліга    | 31   | 4    |
| 1993/94   | «Оденсе»             | Суперліга    | 13   | 2    |
| Туреччина | Туреччина            | Туреччина    | Ліга | Ліга |
| 1993/94   | «Фенербахче»         | 1 ліга       | 20   | 1    |
| 1994/95   | «Фенербахче»         | 1 ліга       | 30   | 3    |
| Данія     | Данія                | Данія        | Ліга | Ліга |
| 1995/96   | «Оденсе»             | Суперліга    | 29   | 2    |
| Японія    | Японія               | Японія       | Ліга | Ліга |
| 1996      | «Урава Ред Даймондс» | Джей-ліга    | 6    | 0    |
| Данія     | Данія                | Данія        | Ліга | Ліга |
| 1996/97   | «Оденсе»             | Суперліга    | 13   | 0    |
| 1997/98   | «Оденсе»             | Суперліга    | 28   | 1    |
| 1998/99   | «Академіск»          | Суперліга    | 28   | 2    |
| 1999/00   | «Академіск»          | Суперліга    | 27   | 5    |
| 2000/01   | «Академіск»          | Суперліга    | 29   | 3    |
| Швеція    | Швеція               | Швеція       | Ліга | Ліга |
| 2001      | «Мальме»             | Аллсвенскан  | 15   | 0    |
| 2002      | «Мальме»             | Аллсвенскан  | 14   | 0    |
| Данія     | Данія                | Данія        | Ліга | Ліга |
| 2002/03   | «Орхус»              | Суперліга    | 21   | 2    |
| 2003/04   | «Орхус»              | Суперліга    | 29   | 2    |
| 2004/05   | «Орхус»              | Суперліга    | 15   | 1    |
| Країна    | Данія                | Данія        | 355  | 26   |
| Країна    | Туреччина            | Туреччина    | 50   | 4    |
| Країна    | Японія               | Японія       | 6    | 0    |
| Країна    | Швеція               | Швеція       | 29   | 0    |
| Всього    | Всього               | Всього       | 440  | 30   |

| Збірна Данії | Збірна Данії | Збірна Данії |
| Роки         | Ігри         | Голи         |
| ------------ | ------------ | ------------ |
| 1990         |              |              |
| 1991         | 3            | 0            |
| 1992         | 0            | 0            |
| 1993         | 10           | 0            |
| 1994         | 7            | 0            |
| 1995         | 11           | 0            |
| 1996         | 7            | 0            |
| 1997         | 0            | 0            |
| 1998         | 2            | 0            |
| 1999         | 6            | 2            |
| 2000         | 10           | 1            |
| 2001         | 5            | 0            |
| 2002         | 4            | 0            |
| Всього       | 66           | 3            |

## Титули і досягнення
- Володар Кубка Данії (2):

«Оденсе»: 1992–93
«Академіск»: 1998–99
- Володар Суперкубка Данії (1):

«Академіск»: 1999
- Володар Кубка Короля Фахда (1):

Данія: 1995